# Don Valley-Est
Circonscription électorale fédérale du Canada
Don Valley-Est est une ancienne circonscription électorale fédérale et provinciale en Ontario.

## Circonscription fédérale
La circonscription est située dans le sud de l'Ontario, plus précisément une partie de la ville de Toronto incluant les quartiers de Flemingdon Park, Don Mills, Graydon Hall, Parkwoods et Victoria Village.
Les circonscriptions limitrophes sont Beaches—East York, Don Valley-Ouest, Scarborough—Agincourt, Scarborough-Centre, Scarborough-Sud-Ouest et Willowdale.                  

### Historique
La circonscription de Don Valley-Est a été créée en 1976 à partir des circonscriptions de Willowdale, York-Est, York-Nord et York—Scarborough.
À la suite du découpage de la carte électorale de 2022, la circonscription est redistribuée dans Don Valley-Nord, Don Valley-Ouest et Scarborough-Centre–Don Valley-Est. 
| Législature                                                                          | Années    | Député         | Député             | Parti                     |
| ------------------------------------------------------------------------------------ | --------- | -------------- | ------------------ | ------------------------- |
| Don Valley-Est issue de Willowdale, York-Est, York-Nord et York—Scarborough          |           |                |                    |                           |
| 31e                                                                                  | 1979–1980 |                | Sam Wakim          | Progressiste-conservateur |
| 32e                                                                                  | 1980–1984 |                | David Smith        | Libéral                   |
| 33e                                                                                  | 1984–1988 |                | Bill Attewell      | Progressiste-conservateur |
| 34e                                                                                  | 1988–1993 | Alan Redway    |                    | Progressiste-conservateur |
| 35e                                                                                  | 1993–1997 |                | David Collenette   | Libéral                   |
| 36e                                                                                  | 1997–2000 |                | David Collenette   | Libéral                   |
| 37e                                                                                  | 2000–2004 |                | David Collenette   | Libéral                   |
| 38e                                                                                  | 2004–2006 | Yasmin Ratansi |                    | Libéral                   |
| 39e                                                                                  | 2006–2008 | Yasmin Ratansi |                    | Libéral                   |
| 40e                                                                                  | 2008–2011 | Yasmin Ratansi |                    | Libéral                   |
| 41e                                                                                  | 2011–2015 |                | Joe Daniel         | Conservateur              |
| 42e                                                                                  | 2015–2019 |                | Yasmin Ratansi (2) | Libéral                   |
| 43e                                                                                  | 2019–2020 |                | Yasmin Ratansi (2) | Libéral                   |
| 43e                                                                                  | 2020–2021 |                | Yasmin Ratansi (2) | Indépendante              |
| 44e                                                                                  | 2021–2025 |                | Michael Coteau     | Libéral                   |
| dissoute dans Don Valley-Nord, Don Valley-Ouest et Scarborough-Centre—Don Valley-Est |           |                |                    |                           |

## Circonscription provinciale
Depuis les élections provinciales ontariennes du 4 octobre 2007, l'ensemble des circonscriptions provinciales et des circonscriptions fédérales sont identiques.
1. ↑  Élections Canada, « Résultats Élection fédérale canadienne de 2021 », sur elections.ca (consulté le 4 février 2025).
2. ↑  Élections Canada, « Résultats Élection fédérale canadienne de 2019 », sur elections.ca (consulté le 4 février 2025).
3. ↑  Élections Canada, « Résultats Élection fédérale canadienne de 2015 », sur elections.ca (consulté le 4 février 2025).
4. ↑  Élections Canada, « Résultats Élection fédérale canadienne de 2011 », sur elections.ca (consulté le 4 février 2025).
5. ↑  Élections Canada, « Résultats Élection fédérale canadienne de 2008 », sur elections.ca (consulté le 4 février 2025).